# Boma (Sprache)
Boma (auch Boma Kasai, Buma und Kiboma) ist eine Bantusprache und wird von circa 20.500 Menschen in der Demokratischen Republik Kongo gesprochen. 
Sie ist in der Provinz Bandundu verbreitet.
Boma wird in der lateinischen Schrift geschrieben.

## Klassifikation
Boma bildet mit den Sprachen Ding, Mfinu, Mpuono, Tiene und Yansi die Yanzi-Gruppe. Nach der Einteilung von Malcolm Guthrie gehört Boma zur Guthrie-Zone B80. 